# Moor House and Cross Fell Site of Special Scientific Interest

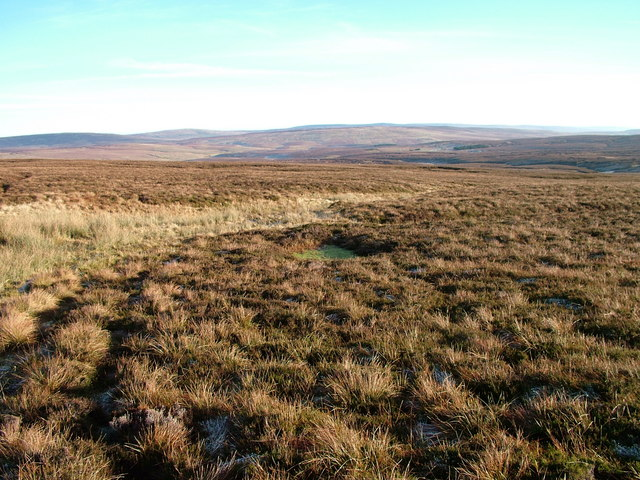
Blick über die Moor House National Nature Reserve

Der Moorhouse and Cross Fell Site of Special Scientific Interest ist ein Site of Special Scientific Interest in Cumbria, England. Das Gebiet erstreckt sich vom Rotherhope Fell im Norden bis zum Knock Fell im Süden. Nach Osten reicht es bis zum Burnhope Seat an der Grenze zum County Durham border. Das Gebiet beinhaltet die höchsten Bereiche der Pennines mit Cross Fell sowie die benachbarten Great Dun Fell und Little Dun Fell.
Das Gebiet umfasst auch die Moorhouse und Upper Teesdale National Nature Reserve. Der River Tees hat seine Quelle in diesem Gebiet. Die Berge bilden die Wasserscheide zwischen dem Einzugsgebiet des River Tees und dem River Eden.
Das Gebiet ist durch seine ausgedehnten Moorgebiete mit ihrer vielfältigen Pflanzen- und Tierwelt von Bedeutung. Das Moor geht an Stellen wie dem Cross Fell in Heideland über.
Mit den Höhlen der Knock Fell Caverns, sowie der Sir John’s Mine, der Windy Brown Mine und dem Cross Fell und einem Abschnitt des Black Burn wurden auch Stätten von geologischer Bedeutung in das Gebiet mit aufgenommen.